# Harry Jørgensen
Harry Jørgensen   (Haderslev, 7 de desembre de 1945) és un remer danès, ja retirat, que va competir durant les dècades de 1960 i 1970.
El 1968 va prendre part en els Jocs Olímpics d'Estiu de Ciutat de Mèxic, on guanyà la medalla de bronze en la prova del dos amb timoner del programa de rem. Formà equip amb els germans Preben i Jørn Krab.